# Karl Federn
Karl Federn (* 2. Februar 1868 in Wien; † 22. März 1943 in London) war ein österreichischer Jurist, Übersetzer und Schriftsteller.

## Leben

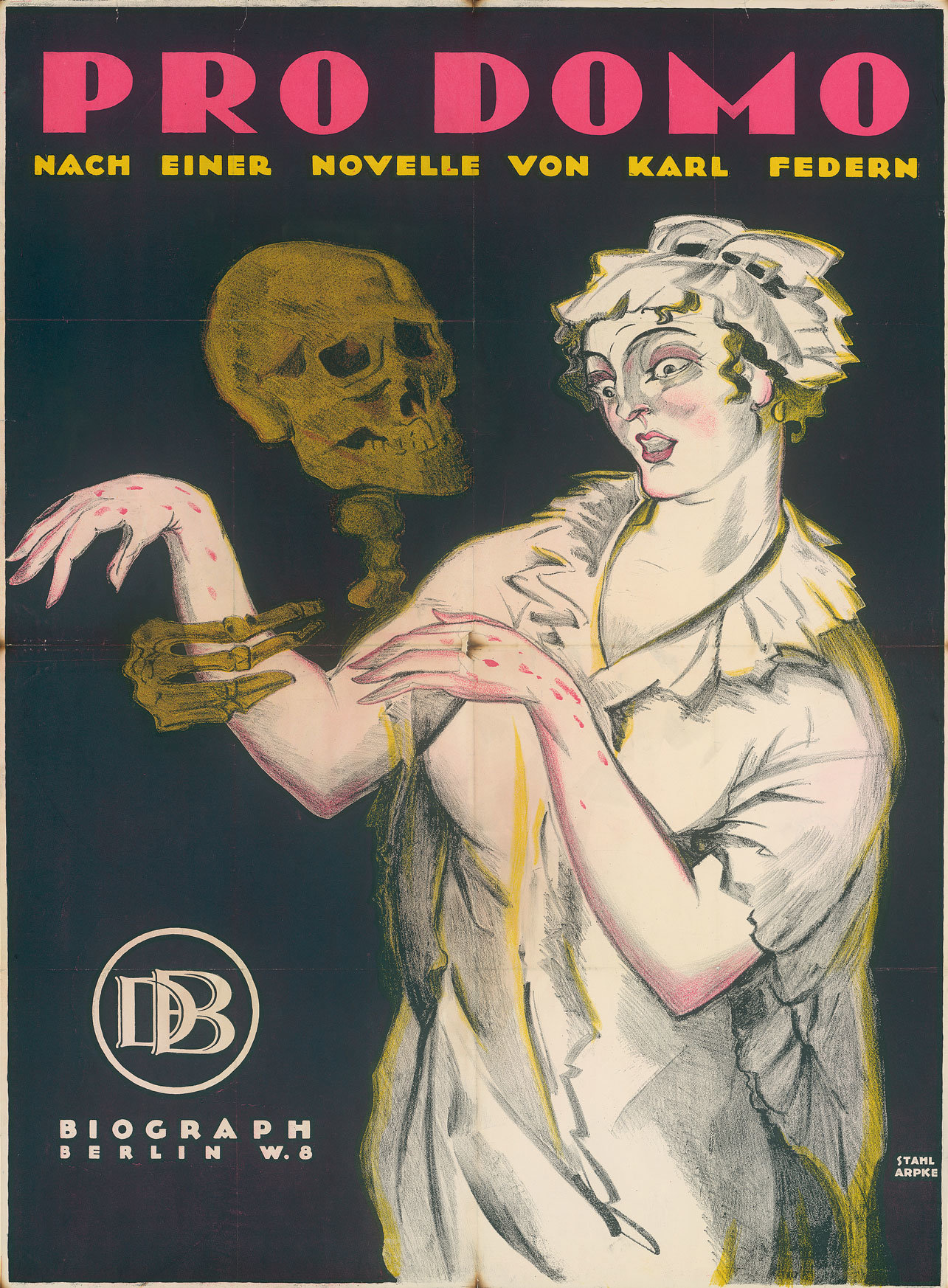
Plakat für die Verfilmung von Federns Novelle Pro Domo;
1919; Entwurf von Erich Ludwig Stahl und Otto Arpke (Stahl Arpke)

Karl Federn war der Sohn eines bedeutenden Wiener Arztes, Josef Salomon Federn (1831–1920), der die Blutdruckmessung am Krankenbett eingeführt hatte, und der Frauenrechtlerin Ernestine Spitzer. Seine Brüder waren der Arzt und Psychoanalytiker Paul Federn und der Nationalökonom und Wirtschaftsjournalist Walther Federn sowie der Verleger und Kunsthändler Robert Federn, seine Schwestern die Schriftstellerin und Spanienkämpferin Marietta Federn sowie die Fürsorgerin Else Federn, seine Neffen der Psychoanalytiker Ernst Federn sowie der Hochschullehrer für Maschinenbau, Klaus Federn.
Er wuchs in Wien auf, erhielt 1881–1883 Privatunterricht und machte 1885 Matura am Akademischen Gymnasium. Er studierte 1885 bis 1890 Rechtswissenschaften und promovierte zum Dr. jur. Danach eröffnete er zunächst eine Anwaltspraxis, die er nach kurzer Zeit wieder aufgab. Gemeinsam mit seiner Mutter Ernestine Federn begründete Karl später in Wien die „Kunstschule für Frauen und Mädchen“. Weitere Mitinitiatorinnen dieser Kunstschule waren Olga Prager (1872–1930) sowie Rosa Mayreder (1858–1938) und Tina Blau-Lang (1845–1916). Federn war dann als freier Autor in Wien und ab 1908 in Berlin tätig. Der Tänzerin Isadora Duncan, der er 1903 begegnete, versuchte er die Philosophie von Nietzsche als Grundlage ihrer Kunst nahezubringen; er übersetzte auch ihre Vorlesung Der Tanz der Zukunft ins Deutsche. Für das liberale Berliner Blatt Vossische Zeitung war er 1915 bis 1918 als Sonderberichterstatter in Lugano tätig, danach arbeitete er bis 1921 im Auswärtigen Amt als Referent für italienische Angelegenheiten. Federn war zusammen mit Ludwig Fulda erster Vorsitzender des deutschen P.E.N.-Zentrums.
Als literarischer Übersetzer übertrug er aus dem Italienischen (Dante Alighieri) und Englischen (Ralph Waldo Emerson, Herman Melville und Walt Whitman). Er emigrierte 1933 nach Dänemark und ging 1938 nach London, wo er sich einen Namen als Kritiker des Marxismus machte. Sein Buch Hauptmann Latour wurde in Deutschland von den Nationalsozialisten 1935 auf die Liste 1 des schädlichen und unerwünschten Schrifttums gesetzt.

## Werke

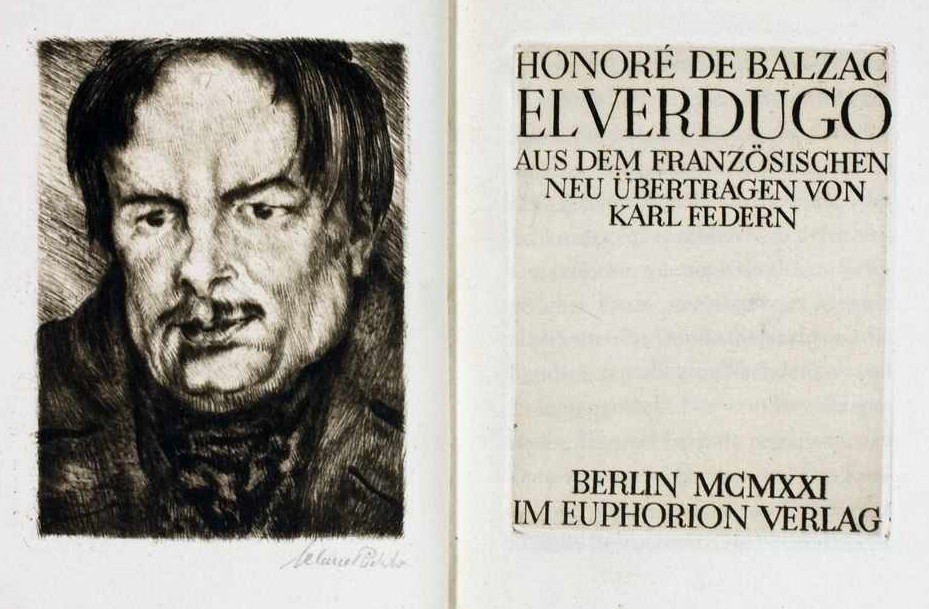
Aus dem Französischen neu übertragen von Karl Federn

- 1899: Dante und seine Zeit. Seemann, Leipzig/Wien/Berlin (2., bearb. Auflage 1916).
- 1899: Essays zur amerikanischen Litteratur, Hendel, Halle a. d. Saale.
- 1903: Isadora Duncan: Der Tanz der Zukunft. Eine Vorlesung, übersetzt und eingeleitet von K.F., Diederichs, Leipzig.
- 1904: Jahre der Jugend. Roman, Paetel, Berlin.
- 1904: Essays zur vergleichenden Literaturgeschichte, Müller, München.
- 1909: James Fenimore Cooper: Lederstrumpferzählungen in der ursprünglichen Form. Übersetzt und bearbeitet. Berlin, Paul Cassirer, 1909–1910. 5 Bände. Initialen von Max Slevogt, Einbände von Karl Walser.
- 1911: Der Chevalier von Gramont. Hamiltons Memoiren und die Geschichte. (2 Bände) Georg Müller, München.
- 1912: Hundert Novellen. Band 1. Georg Müller, München.
- 1913: Hundert Novellen. Band 2. Georg Müller, München.
- 1915: Die Politik des Dreiverbandes und der Krieg. Legenden und Tatsachen, Georg Müller, München.
- 1917: Anklagen gegen Deutschland. Das Buch "J"accuse" und andere Schriften, Wyss, Bern.
- 1922: Mazarin. Georg Müller, München.
- 1925: Rosa Maria. Roman, Paetel, Berlin.
- 1925: Ein Justizverbrechen in Italien. Der Prozess Murri-Bonmartini. Die Schmiede, Berlin.
- 1927: Richelieu. Karl König, Wien.
- 1928: Die Flamme des Lebens. Roman, Ph. Reclam jun., Leipzig.
- 1928: Das aesthetische Problem. Sponholtz, Hannover.
- 1929: Hauptmann Latour. Nach den Aufzeichnungen eines Offiziers. Sponholtz, Hannover.
- 1929: Das Leben Heinrich von Kleists. Brücken-Verlag, Berlin.
- 1939: Die materialistische Geschichtsauffassung. Eine kritische Studie, Macmillan Ltd, London.